# ألفريد سمعان
ألفريد سمعان حنا المقدسي (1928 - 5 يناير 2021) حقوقي وشاعر وكاتب مسرحي عراقي. ولد في الموصل. تخرج في كلية الحقوق 1961، وحصل على دبلوم عال في التخطيط من معهد الأمم المتحدة في دمشق سنة 1971. كان له نشاطات سياسية وانتمى إلى الحزب الشيوعي العراقي وسجن أكثر من مرة أولها 1948 وآخرها 1963. مارس العمل الصحفي منذ 1952 والمحاماة منذ 1977 وتقاعد في أواخر تسعينيات. أصدر أكثر من عشرين مجموعة شعرية وكتب في الخليج والتأخي والحقيقة وفي طريق الشعب. ويعد من الكتّاب الذين يدافعون عن مدرسة الواقعية الاشتراكية. وتولى منصب الأمين العام للاتحاد العام للأدباء والكتاب في العراق من 2003 حتى 13 مايو 2016. توفي عن عمر ناهز 93 عامًا في عمّان، الأردن.

## سيرته

سمعان في أيام شيخوخته في عمان.

ولد ألفريد سمعان حنا المقدسي سنة 1928 في الموصل في عائلة مسيحية كاثوليكية. تنقل في طفولته في شتى أرجاء العراق بحكم وظيفة والده الذي كان يعمل كضابط جوازت ويتقن الإنكليزية والألمانية. سكن طفلاً مع أسرته في البصرة ونشأ فيها ودرس الابتدائية وأنهى الاعدادية ثم انتقل إلى سوريا لدراسة القانون ثم عاد إلى بغداد ملتحقاً بکلية القانون، تخرج في كلية الحقوق 1961 على رغم اعتقاله لنشاطه اليساري، وحصل على شهادة دبلوم في التخطيط من معهد الأمم المتحدة بدمشق 1971. مارس العمل الصحفي في عدة جرائد منذ عام 1952 في مجالي الأدب والرياضة والعمل الوظيفي في وزارة التجارة. وتوجه للتجارة العامة. وقد كان مسؤولاً عن الفرقة الفنية للحزب الشيوعي في السبعينات. منذ سنة 1977 يمارس المحاماة. شارك في العديد من المؤتمرات الأدبية والنشاطات الفنية والاجتماعية في دمشق وبغداد وليبيا. ساهم في تأسيس اتحاد الادباء والكتاب في العراق مع محمد مهدي الجواهري عام 1958، وساهم خلال سبعينيات القرن العشرين في إعادة افتتاح الاتحاد، كما شارك في افتتاح مقره بعد 2003 وتولى منصب الأمين العام أمين للاتحاد بعد 2003 واحتفى به وأكرمه الاتحاد والحزب الشيوعي العراقي ودار الثقافة الكردية وممثلية وزارة الثقافة العراقية في سبتمبر 2017 بمناسبة قرب بلوغه التسعين من العمر. انتقده أحد الكتاب على الموقع وكالة الأنباء البراثا الشيعية في يوليو 2010. وتعرض للضرب في الاعتداء الذي استهدفه في 17 يونيو 2015 في ساحة الأندلس. وقد تعرّض بيته للسرقة في يوم من أيام أغسطس 2014.

## شعره
أصدر أكثر من عشرين مجموعة شعرية والشعر عنده «قضية، والقضية عندي تترجم من أجل سعادة الإنسان، من أجل كرامته، وحريته.» 

## مؤلفاته
- دراسة اقتصادية في صناعة السكر في العراق
- مع المسيرة الثورية.. الخطوات الأولى
- الحطاب والأسد، مسرحية.
- الجمعة الحزينة قصة.
- ليمونا مسرحية شعرية.

دواوينه الشعرية:
- في طريق الحياة، 1952.
- قسم، 1954.
- رماد الوهج، 1957.
- كلمات مضيئة، 1960.
- طوفان، 1962.
- أغنيات للمعركة، 1968.
- عندما ترحل النجوم، 1971.
- مراحل في درب الآلام، 1974.
- الربّان، 1976.
- ديوان هم يعرفون، 2010.
- ام شروق رحلة الحب والتعب 1998
- لائحة اتهام
- الطيور

## وفاته
توفي يوم الثلاثاء 5 يناير 2021 ميلاديّا، الموافق 21 جمادى الأولى 1442 هجريّا، في العاصمة الأردنيّة عمّان، عن عمر ناهز 93 عامًا، وقد نعاه اتحاد الكتاب العراقيين، ووزارة الثقافة العراقيّة.

## وصلات خارجية
- ألفريد سمعان على موقع أرشيف الشارخ.
- ألفريد سمعان في «أرشيف المجلات»
- في معجم البابطين
- في الارشیف الحزب الشيوعي العراقي

| سبقه - | الأمين العام للاتحاد العام للأدباء والكتاب في العراق 2003 - 13 مايو 2016 | تبعه إبراهيم الخياط |